# 7 mars 1977
Le lundi 7 mars 1977 est le 66e jour de l'année 1977.

## Naissances
- Brent Weeks, écrivain américain
- Dante Boninfante, joueur de volley-ball italien
- Diana Sánchez, joueuse de volley-ball espagnol
- Frank Solivan, Mandoliniste et compositeur américain de musique bluegrass
- Gianluca Grava, footballeur italien
- Jérôme Fernandez, handballeur français
- José Carlos Nunes, footballeur portugais
- Ludmila Richterová, joueuse de tennis tchèque
- Ludovic Mary, footballeur français
- Marica Branchesi, astrophysicienne italienne
- Mia Hundvin, handballeuse norvégienne
- Mitja Zastrow, nageur néerlandais
- Pål Grotnes, joueur de hockey sur glace norvégien
- Pablo Martino Rodriguez, footballeur argentin
- Paul Cattermole, chanteur et acteur anglais
- Ramona Roth, fondeuse allemande
- Ronan O'Gara, joueur de rugby à XV irlandais
- Vinicius, joueur de football brésilien

## Décès
- Clarence Veniot (né le 9 février 1886), personnalité politique canadienne
- Eugène Criqui (né le  15 août 1893), boxeur français
- Ricardo Luna (né le 23 juin 1925), scénariste argentin
- Virgil Gheorghiu (né le 22 mars 1903), poète, pianiste et critique musical roumain

## Événements
- Pakistan : le Parti du peuple pakistanais, parti d'Ali Bhutto, remporte les élections législatives.